# SN 2008gw
SN 2008gw – supernowa typu Ia odkryta 3 listopada 2008 roku w galaktyce A043926+0908. W momencie odkrycia miała maksymalną jasność 18,30m.